# Cupidesthes arescopa
Cupidesthes arescopa är en fjärilsart som beskrevs av Bethune-Baker 1910. Cupidesthes arescopa ingår i släktet Cupidesthes och familjen juvelvingar. Inga underarter finns listade i Catalogue of Life.

## Bildgalleri

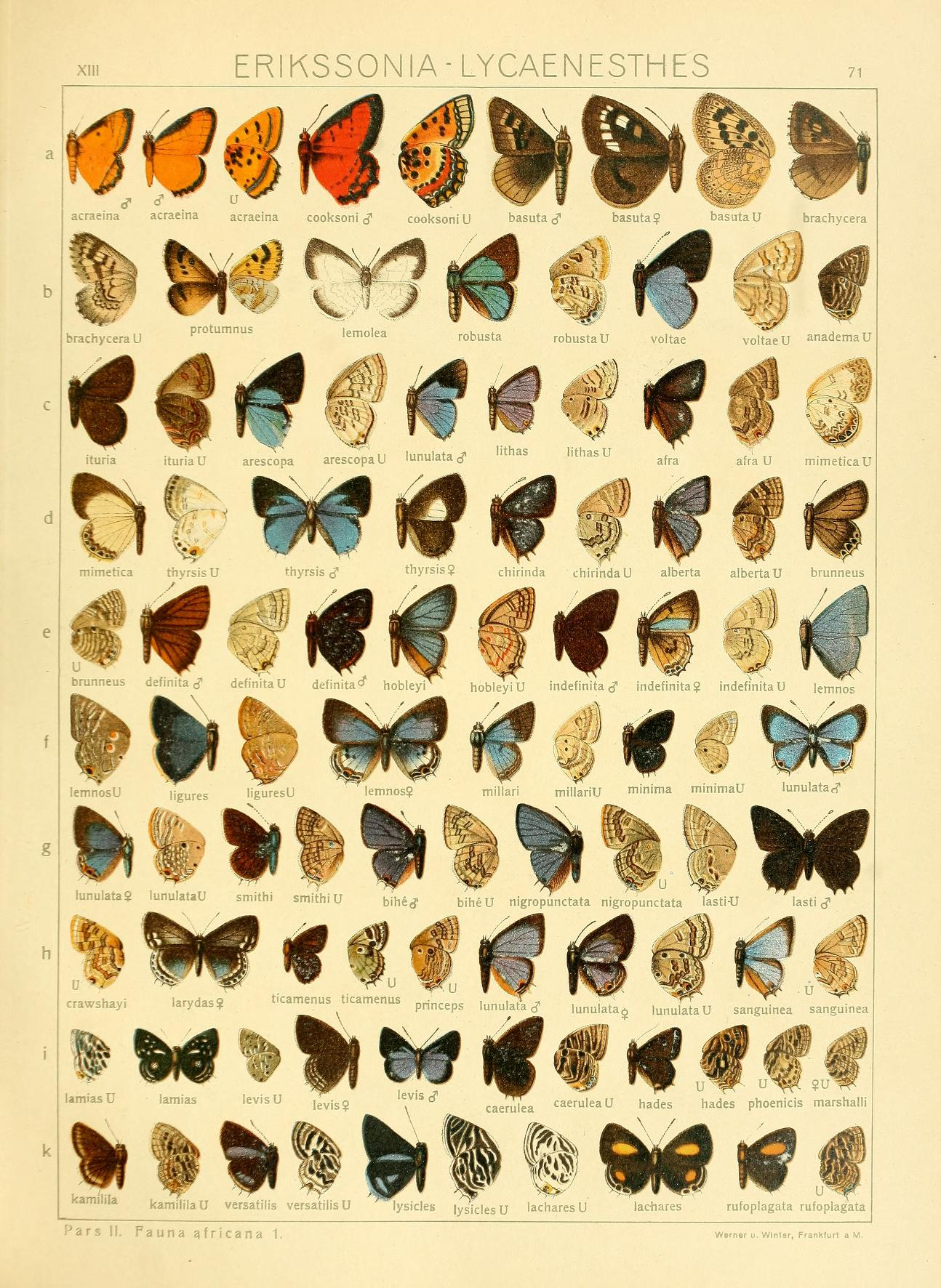